# Aloha (cràter)
Aloha és un petit cràter lunar, que es troba al nord-oest de la carena de Montes Agricola, a la Oceanus Procellarum. Es troba prop del terminal tènue d'un raig que creua el mar lunar del sud-est, originant-se en el cràter Glushko.